# T Arietis
T Arietis är en halvregelbunden variabel av SR-typ i stjärnbilden Väduren.
Stjärnan varierar mellan magnitud +7,3 och 10,5 med en period av 314 dygn.